# چتوک (آدیغیه)
چتوک (به لاتین: Chetuk) یک منطقهٔ مسکونی در روسیه است که در آدیغیه واقع شده‌است.